# Benjamin Ingrosso
Benjamin Daniele Wahlgren Ingrosso (Danderyd, 14 de setembro de 1997), é cantor e compositor sueco. Ficou internacionalmente conhecido por ter representado seu país no Festival Eurovisão da Canção 2018, sediado em Lisboa.

## Biografia
Benjamin é filho da atriz e cantora sueca Pernilla Wahlgren e do bailarino e compositor italiano Emilio Ingrosso. Seu pai era do grupo de dança que acompanhava Pernilla em suas apresentações, quando iniciaram um relacionamento.
Benjamin também é primo do DJ sueco Sebastian Ingrosso.

### Carreira
O cantor iniciou uma exitosa carreira artística ainda garoto, com os singles "Hej Sofia" e "Jag är en astronaut", lançados quando tinha nove anos de idade.
Em 2014, o cantor lançou o single ""Fall in Love", que recebou disco de ouro na Suécia. Em 2017, ele concorreu no Melodifestivalen com a canção "Good Lovin'", para representar seu país no Festival Eurovisão da Canção (vulgo "Eurovision"), mas somente em 2018 alcançaria o objetivo, com o single "Dance You Off".
No Eurovision, Benjamin conquistou o sétimo lugar na colocação final, entre mais de mais 40 participantes. Sua música ainda atingiu as paradas do Reino Unido, França e Espanha, além de chegar ao #2 na parada sueca e ser disco de platina.
Ainda em 2018, ele lançou seu primeiro álbum, totalmente em inglês, intitulado "Identification", que estrou no #1 na Suécia. Em 2021, saiu "En gång i tiden", seu primeiro trabalho em sueco, lançado em duas partes, que também chegaram ao topo da parada nacional.

## Discografia

### Álbuns
| Título                  | Detalhes                                                                                        | Posição no Chart | Posição no Chart | Certificação |
| Título                  | Detalhes                                                                                        | SUE              | NOR              | Certificação |
| ----------------------- | ----------------------------------------------------------------------------------------------- | ---------------- | ---------------- | ------------ |
| Identification          | - Lançamento: 28 de setembro 2018 - Selo: TEN - Formatos: CD, digital download, streaming       | 1                | 18               | - GLF: Gold  |
| En gång i tiden (del 1) | - Lançamento: 15 de janeiro de 2021 - Selo: TEN - Formatos: CD, LP, digital download, streaming | 1                | —                | - GLF: Gold  |
| En gång i tiden (del 2) | - Lançamento: 16 de abril 2021 - Selo: TEN - Formatos: CD, LP, digital download, streaming      | 1                | —                |              |